# Braval

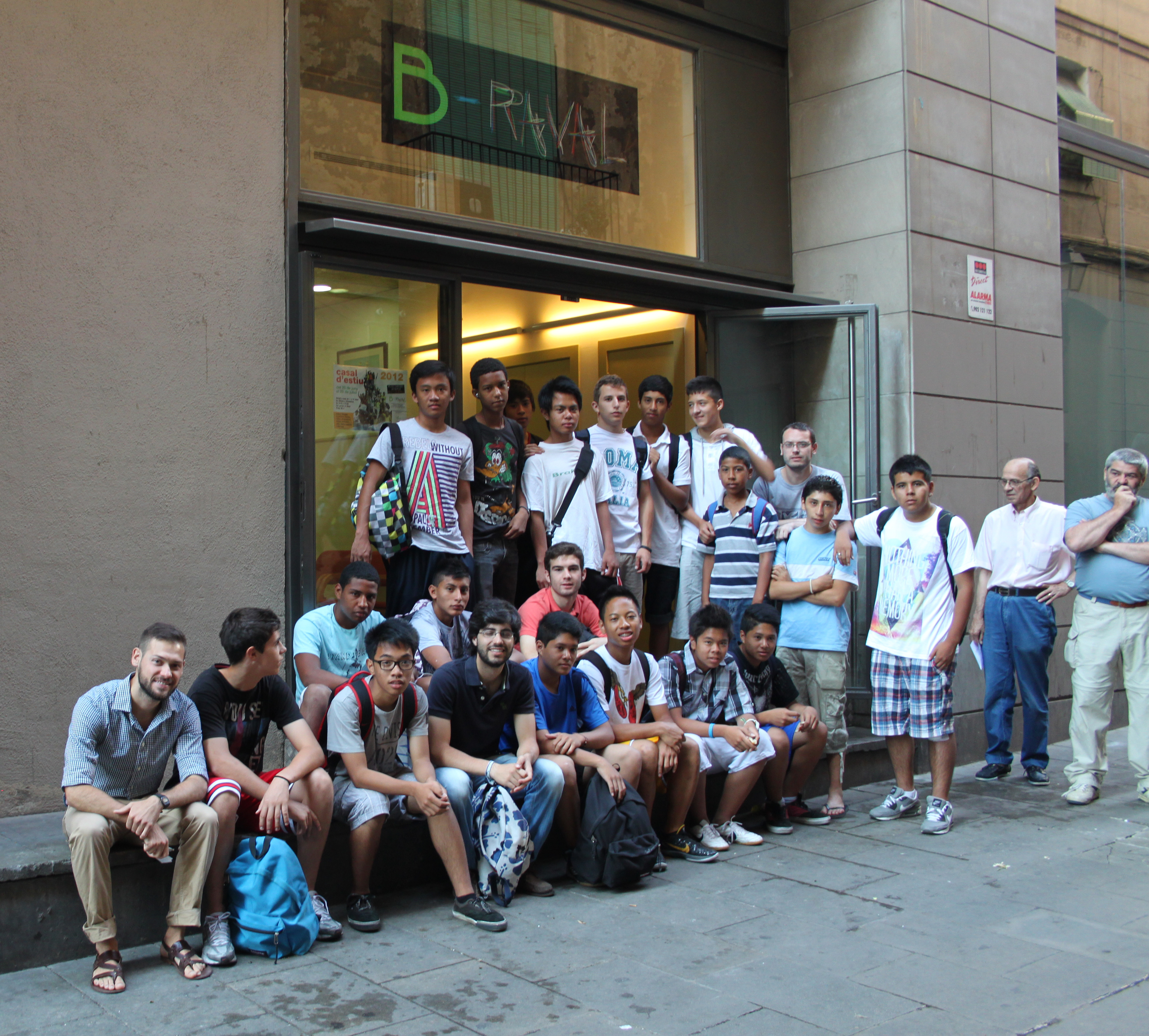
Un grupo de jóvenes delante del Braval, en el Raval de Barcelona, en 2013.

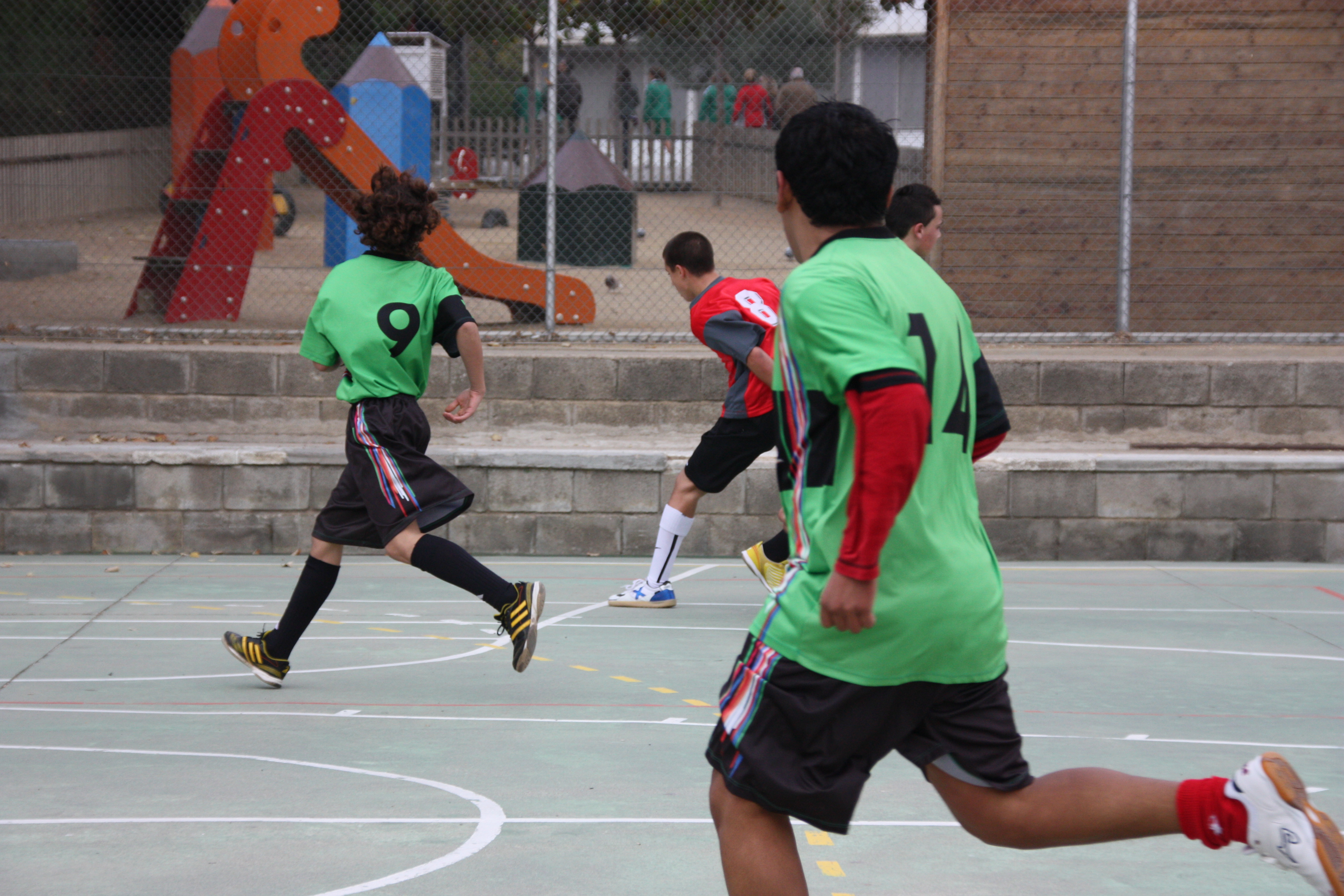
Partido de fútbol sala de un equipo del Braval, en 2010.

Braval es una entidad declarada de utilidad pública  que, a través del voluntariado, ofrece apoyo socioeducativo a los jóvenes del Raval de Barcelona desde 1998. Sus objetivos son "promover la cohesión social, luchar contra la marginación, prevenir la exclusión social de los jóvenes, y facilitar la incorporación de los inmigrantes a nuestra sociedad". Junto con el Terral, un centro específicamente dedicado al desarrollo de la mujer, forma parte de las iniciativas de solidaridad que se desarrollan alrededor de la iglesia de Montalegre, desde que en 1967 se hizo cargo el Opus Dei.
Entre 1998 y 2013 participaron 1.200 personas diferentes en los programas, 150 participaron con continuidad en las actividades durante cinco cursos, 250 encontraron trabajo habiendo resuelto todos los trámites legales y administrativos y cuatro terminaron los estudios universitarios. Las actividades se han llevado a cabo con un equipo de 900 voluntarios, algunos procedentes de los propios participantes de los programas. Respecto al curso 2012-2013 hubo 262 participantes y 152 voluntarios de 30 países y 9 religiones distintas que dedicaron más de 15.000 horas al Braval para ayudar a otros. El absentismo escolar de los jóvenes que van al Braval es casi inexistente, tienen el 80% de éxito escolar en la ESO, 16 alumnos realizan estudios universitarios.

## Actividades
Los 5 equipos de fútbol- sala y 5 más de baloncesto del Braval compiten en los Juegos Deportivos del Consejo del Deporte Escolar de Barcelona (CEEB) con equipos de todos los barrios de la Ciudad . El presidente de la entidad, Josep Masabeu, considera que participar en una liga normalizada «favorece la acomodación y el conocimiento mutuo entre autóctonos e inmigrantes». Los niños y jóvenes de 4º, 5º y 6º de Primaria, Eso, Bachillerato, Ciclos Formativos y Universitarios pueden estudiar todos los días de 18 h. a 20 h. con una ayuda individual que facilitan los voluntarios. Cada chico tiene un voluntario que le ayuda a adquirir hábitos de estudio y convivencia, conocer el país y asumir comportamientos y valores de la sociedad catalana. Este apoyo se prolonga algunos fines de semana con excursiones, visitas a museos y otras actividades. Cada trimestre los alumnos deben entregar una fotocopia de las calificaciones obtenidas en la escuela.
Durante el mes de julio, de lunes a viernes, de 9 h. de la mañana a las 19:30 h., chicos de siete a catorce años, agrupados en grupos homogéneos de edad, realizan diversas actividades, adecuadas a la edad. Un elemento importante son las actividades de conocimiento del país, que facilitan el arraigo de estas personas en Cataluña. Voluntarios de diversos lugares ayudan a las diversas actividades. También participan en diversas actividades organizadas por otras entidades del Raval, organizan unas colonias en primavera, hacen campos de trabajo y participan en la First Lego League, entre otras.
A los jóvenes de más de 16 años se les ofrece un asesoramiento personal para incorporarse al mundo laboral, con cursos, bolsa de trabajo, y seguimiento. Entre otros, se ofrecen cursos de catalán y castellano. Según la web de la entidad, facilitan herramientas educativas a los padres y madres de los jóvenes a través de reuniones periódicas y fiestas familiares, como la que se celebra en Navidad. También organizan actividades para fomentar el voluntariado. Desde 2005, Braval también es un centro de reflexión sobre la inmigración en Cataluña. Lleva a cabo diversas actividades para profundizar en el conocimiento de la realidad migratoria y estar en condiciones de dar respuestas adecuadas y eficaces como las Conversaciones sobre Inmigración, los estudios, artículos en medios, conferencias, mesas redondas, asistencia a congresos y publicaciones. Hasta el 2013 han llevado a cabo 66 conversaciones con 304 participantes entre periodistas, profesores universitarios, empresarios, opinadores, y responsables políticos, de la administración pública y de entidades asistenciales.

## Reconocimientos
- 2018 Premio a la excelencia en la integración profesional de los jóvenes de la Fundación Novia Salcedo.[24]
- 2018 Premios del deporte de la Fundació Catalana per a l’Esport[25]
- 2018 Nike-Fundación Rei Balduino[26]
- 2017 Premio cuenta hasta tres del Ayuntamiento de Barcelona.
- 2013 Premio Cuenta hasta tres, del Ayuntamiento de Barcelona. Equipo alevín A masculino de fútbol 5 de Braval por su compromiso durante toda la competición y el respeto que han mostrado en todo momento hacia contrincantes y tutores de juego.[27]
- 2011 Premio Cuenta hasta tres, del Ayuntamiento de Barcelona. Por el trabajo educativo de la entidad a través del deporte, aportando salidas a los jóvenes del Raval.[28]
- 2010 Finalista del V Premio Internacional de Solidaridad en el Deporte, de la Asociación Deporte y Desarrollo.[29]
- 2009 Premio de la Sociedad Económica Barcelonesa Amigos del País. Premio a una institución dedicada a la integración social.[30][31]
- 2006 Premio Fondo contra el racismo en el fútbol, de la Fundación Rey Balduino de Bruselas (KBF).[32]
- 2004 Premio Fair Play, de la Unión de Federaciones Deportivas de Cataluña y la Fundación Brafa.[33]